# Саборна црква Светог Стефана у Паризу
Саборна црква Светог Стефана (грч. Καθεδρικός Ναός Αγίου Στεφάνου, фр. Cathédrale grecque Saint-Étienne) православни је саборни храм Митрополије галске Цариградске патријаршије. Налази се у улици Жоржа Бизеа, 16. арондисману Париза, Француска. Храм је посвећен првомученику архиђакону Стефану.
Градња цркве је започета 1890. године према пројекту париског архитекте Емила Водрема, а финансирана од стране грчког банкара Димитриоса Скилисиса. Црква је саграђена 1895. године, када је 22. септембра свечано освећена. Године 1995. уочи стогодишњице постојања, црква је добила статус историјског и културног наслеђа Француске.
У овој цркви, 9. октобра 1962. године венчали су се француска певачица Едит Пијаф и њен супруг Тео Сарапо. Посмртни обред оперској певачици Марији Калас је одржан у овом храму 1977. године.

## Архитектура и живопис
Црква је грађена у византијском стилу. Коришћена је бела и смеђа опека, зидови су пресечени дугим лучним прозорима. Купола цркве је подигнута на правоугаоној основи уз помоћ посебних сводова — једра, са једнакостраничним византијским крстом. Висока је 42 м, лучни улаз је уоквирен коринтским стубовима од жутог кречњака. Спољни зидови цркве делимично су заклоњени каснијим зградама.
Унутрашњост цркве је подељена на три уздужне лађе стубовима различитих врста јасписа, који држе зашиљене лукове. Иконостас је једнослојни, од белог мермера са ажурним декорацијом. Фреске у византијском стилу је урадио уметник Шарл Ламер. На своду главне апсиде насликан је Исус Пантократор, тако да се код посетиоца ствара утисак да га гледа у очи где год он стајао у цркви. Дуж полукруга апсиде на грчком језику је написано: Ја сам пут, истина и живот. У бочним улазима налази се мозаични украс и слике које приказују сцене из живота светаца, подна облога је такође мозаик.